# Whitmer Thomas
Whitmer Thomas, född 3 maj 1989 i Gulf Shores, Alabama, är en amerikansk skådespelare.
Thomas har bland annat medverkat i TV-serierna Stone Quackers (2014-2015) och Slip från 2023. Han har även medverkat i filmen Sword of Trust från 2019.

## Filmografi (i urval)
- 2014-2015: Stone Quackers
- 2019: Sword of Trust
- 2023: Slip